# بن استاروستا
بن استاروستا (انگلیسی: Ben Starosta؛ زادهٔ ۷ ژانویهٔ ۱۹۸۷) بازیکن فوتبال اهل لهستان است.
از باشگاه‌هایی که در آن بازی کرده‌است می‌توان به داندینونگ تندر، باشگاه فوتبال گلوبال سبو، باشگاه فوتبال دارلینگتون، باشگاه فوتبال لخیا گدانسک، باشگاه فوتبال شفیلد یونایتد، باشگاه فوتبال نانیتون تاون، باشگاه فوتبال آلفرتون تاون، باشگاه فوتبال آلدرشات تاون، باشگاه فوتبال برنتفورد، باشگاه فوتبال تاموورث، و باشگاه فوتبال برادفورد سیتی اشاره کرد.
وی همچنین در تیم ملی فوتبال زیر ۲۰ سال لهستان بازی کرده‌است.